# 유학재
유학재(兪學在, 1961년 4월 8일 ~ )는 대한민국의 산악인이다.

## 경력
- 대한산악연맹 등산교육원 등산교수
- 한국산악회 이사
- 한국산악회 산악연수원 부원장
- 네팔 아마다블람 (6856m) 등정
- 아르헨티나 아콩카구아(6,962 m) 등정
- 휠라스포츠 기술고문

## 수상
- 제12회 대한민국산악상 고산 등반상
- 2006년: 한국산악회 황금피켈상
- 2006년: 산림청장 표창상
- 2001년: 한국대한산악연맹 대한민국 개척상
- 1997년: 한국대한산악연맹 올해의 산악인상

## 지은 책
《등반중입니다》

## 참고 자료
“틀에서 자유로운 산악계의 작은 거인 등반가 유학재”. 지식백과. 2009년 7월 15일.